# STS-55
La STS-55 è una missione spaziale del Programma Space Shuttle.

## Equipaggio
- Steven R. Nagel (4) - Comandante
- Terence T. Henricks (2) - Pilota
- Jerry Lynn Ross (4) - Specialista di missione
- Charles J. Precourt (1) - Specialista di missione
- Bernard A. Harris Jr. (1) - Specialista di missione
- Ulrich Walter (1) - Specialista del carico
- Hans Schlegel (1) - Specialista del carico - DFVLR

Tra parentesi il numero di voli spaziali completati da ogni membro dell'equipaggio, inclusa questa missione.

## Parametri della missione
- Massa:
  - Navetta al rientro con carico: 103.191 kg
  - Carico utile: 11.539 kg
- Perigeo: 304 km
- Apogeo: 312 km
- Inclinazione orbitale: 28.5°
- Periodo: 1 ora, 30 minuti, 42 secondi